# Somewhere to Elsewhere
 (novembre 2016).
Si vous disposez d'ouvrages ou d'articles de référence ou si vous connaissez des sites web de qualité traitant du thème abordé ici, merci de compléter l'article en donnant les références utiles à sa vérifiabilité et en les liant à la section « Notes et références ».
Somewhere to elsewhere est le quatorzième album studio du groupe rock progressif américain Kansas. Il sort en juillet 2000 sur le label Magna Carta.
Tous les titres sont composés par Kerry Livgren de retour dans le groupe uniquement pour cet album, comme le bassiste Dave Hope qui joue sur deux titres : ce qui donne à l'album ce qualificatif d'album-réunion, car si les musiciens originels sont tous présents, Billy Greer le bassiste arrivé en 1985 n'est pas pour autant évincé du groupe. Même si l'affection que porte Kerry Livgren au christianisme est toujours présente, elle ne se manifeste pas autant dans cet album que dans ceux du début des années 1980. 
La direction musicale est centrée sur la mélancolie de leurs premières années de succès (1974-1977) notamment par l'aspect plus développé et plus émouvant de la chanson Icarus II par rapport à sa version de l'album Masque sorti en 1975. La chanson cachée Geodesic Dome est chantée par Kerry Livgren.
Il s'agit du dernier album de Steve Walsh avec le groupe, qui le quittera après l'enregistrement. Ici il ne fait d'ailleurs que chanter, les claviers sont tous joués par Kerry Livgren. Il s'agit également du dernier album avec le violoniste Robbie Steinhardt qui quittera Kansas en 2006. 

## Titres
1. Icarus II 7:17
2. When the world was young 5:50
3. Grand fun alley 4:38
4. The coming down 5:44
5. Myriad 8:55
6. Look at the time 5:37
7. Disappearing skin tight blues 7:02
8. Distant vision 8:48
9. Byzantium 4:15
10. Not man big 7:39 (1 minute de silence)
11. Geodesic Dome (piste cachée) 1:24

## Musiciens
- Steve Walsh : chant (1, 2, 4, 5, 9, 10)
- Kerry Livgren : claviers, guitares, chant sur 11
- Rich Williams : guitares
- Robby Steinhardt : violon, chant sur 3, 7, 8
- Dave Hope : basse sur 2, 6
- Billy Greer : basse sauf sur 2, 6, chant sur la 6, chœurs
- Phil Ehart : batterie, percussions